# Стремоухов, Дмитрий Петрович
Дмитрий Петрович Стремоухов (1805—1845) — российский инженер путей сообщения.

## Биография
Родился в 1805 году. Поступив в Институт Корпуса инженеров путей сообщения в 1820 году, он в 1822 году был произведён в прапорщики.
В 1824 году был назначен на службу в III (Московский) округ, где долгое время работал преимущественно по водяным сообщениям. Произвёл нивелировку реки Цны, составил план этой реки. Производил изыскания по реке Мологе, составил и привёл в исполнение проект укрепления её берега и пр. Ему же принадлежит составление проекта устройства гавани для зимовки судов в Рыбинске, исправление набережной Волги в Ярославле, производство работ по укреплению её берегов, съёмка и нивелировка реки Которосли и, наконец, проект пристани в Нижнем Новгороде. Кроме того, он произвёл съемку положения мелей от Ярославля до Костромы и посредством фашинных и плетневых запруд углубил Овсяниковский перекат.
В 1834 году был назначен заведующим изысканиями, а затем и работами по Ярославскому шоссе, а с 1843 года и до смерти в июле 1845 года, состоял помощником начальника Московского округа путей сообщения.